# Partito Afro-Shirazi
Il Partito Afro-Shirazi (in inglese Afro-Shirazi Party, ASP) è stato un partito politico di Zanzibar. Ebbe origine dall'unione dei due precedenti partiti dell'isola, lo Shiraz Party (a prevalenza etnica persiana) e l'Afro Party (a prevalenza etnica africana).
L'ASP era un partito di ispirazione socialista, che si poneva in netto antagonismo con il sistema della monarchia costituzionale allora vigente sull'isola. Questo antagonismo era legato anche a elementi di natura etnica, essendo il governo dell'isola, in quel momento, in mano agli arabi. Nel 1964, l'ASP guidò la Rivoluzione di Zanzibar, che rovesciò il governo arabo e trasformò Zanzibar in una repubblica popolare, col nome di Repubblica Popolare di Zanzibar, con primo presidente Abeid Karume, leader del partito.
Quando Zanzibar si unì al Tanganica per formare l'odierna Tanzania, l'ASP confluì con il principale partito del Tanganica, il Tanganyika African National Union (TANU); l'unione dei due partiti prese il nome di Chama Cha Mapinduzi (CCM) nel 1977.